# Șicula
Pour les articles homonymes, voir Sicula.
Șicula (en hongrois : Sikula) est une commune du județ d'Arad, Roumanie qui compte 4 301 habitants.
La commune est composée de 3 villages : Chereluș, Gurba et Șicula.

## Culture
D'après le recensement de 2011, la commune compte 4 301 habitants, en augmentation par rapport au recensement de 2002 où elle en comptait 4 591.